# El túnel (documental)
El túnel es una película documental realizado por el Centro de Investigación y Docencia Económicas, CIDE. Cuyo objetivo principal es aclarar la percepción que se tiene del sistema de justicia y los tribunales penales en México y en la que se muestra cómo los juzgados están comunicados a través de un túnel con las cárceles, para que el espectador tenga un criterio más amplio sobre el mismo. 
Busca la reflexión de la población para que exija a sus representantes una reforma jurídica por medio de la cual los procesos jurídicos se hagan de manera personal, donde los jueces conozcan a los acusados y no por los clásicos expedientes donde los acusados observan detrás de una reja sin ser tomados en cuenta. Esta reforma buscaría combatir la delincuencia organizada, y que tanto víctimas como acusados queden conformes con este sistema, en otras palabras, que se les haga justicia a las dos partes: la parte acusada y la parte acusadora. 
Dentro del documental se hace énfasis en la comparación del sistema jurídico de Chile y el de México. 
Roberto Hernández, es un abogado, investigador y profesor de Derecho del CIDE (Centro de Investigación y Docencia Económicas). Aunque no tenía experiencia en cine, realizó el cortometraje El túnel (2006), y en el año 2008, Presunto culpable. Ambos narran historias de temas verídicos, los cuales han desatado controversia en el público.

## Sinopsis
El cortometraje El túnel trata de la injusticia y negligencia de la autoridad mexicana. Todo esto es mostrado a través de las personas que han sido víctimas de esta situación.
La película muestra estadísticas del CIDE que dejaran impactados al espectador y le darán una visión más amplia de la realidad que rodea al sistema de justicia mexicano.
También, podrá darse cuenta de distintos puntos de vista de expertos que comentan sobre el tema, e incluso, brindan una solución. La mayor parte coincide en que el sistema es retrogrado y necesita actualizarse, como era el caso de Chile, que en la actualidad se rige por un sistema de justicia distinto y aplica los juicios orales.
El túnel es una de las primeras grabaciones en las que se permite retratar los procesos de la justicia penal mexicana. Obtuvo una mención especial en el Festival Internacional de Cine “Expresión en Corto” 2006.

## Temas deEl túnel
¿Qué es el túnel? Este nombre fue creado por los reclusos, ya que para pasar del Reclusorio al Ministerio Público (MP) y viceversa, se pasa por medio de un túnel que los conecta.
En la actualidad, este nombre es conocido por muchas personas no solo por los reclusos, sino por el documental que lleva el mismo nombre.
Algunos temas que trata el documental son delincuencia impune, propone el Tribunal de Juicio Oral como una alternativa para terminar con el mal sistema de justicia en México, delitos menores y detenciones injustificadas, y corrupción. Además, en el sistema de justicia en México uno es culpable hasta que se demuestre lo contrario y no como lo dice la ley que uno es inocente hasta que se demuestre que es culpable, o eso es lo que dan a entender con sus procedimientos jurídicos.

### Delincuencia impune
La gente debería sentirse protegida por la autoridad, que es la encargada de velar por su seguridad, bienestar, evitar que haya robos, secuestros y que exista violencia en la sociedad, Etc., pero la realidad es otra. Las personas dejan de creer en la protección de la autoridad, ya que muchas veces son ellos quienes roban, les hacen perder tiempo cuando hacen una denuncia, piden demasiados papeles y dinero para completar el trámite. Por eso y por otras razones, en México el 75% de los delitos no son denunciados (ICESI, 2008).
La definición de impunidad es la falta de castigo y en México, ésta es cada vez mayor. De acuerdo con Guillermo Zepeda, el 99% de los delitos en México quedan impunes: los delincuentes ya saben que sus víctimas no los denunciarán, y en el caso de que lo hagan, las autoridades no van seguir el caso, simplemente lo van archivar, y si los llegan a capturar, una dádiva o mordida al juez será suficiente para salir libres. 
El documental muestra varios casos sobre delincuencia impune, por un lado están las víctimas que pierden la fe de que algún día se encuentre a su agresor y desisten de ir a denunciarlo, y por otro, las víctimas que paran el largo trámite por ser agotador y costoso (CIDAC: Zepeda, G., 2009).

## Una alternativa para terminar con el mal sistema de justicia en México

### Tribunales de juicio oral en lo penal
Chile adoptó en junio del 2005 un nuevo sistema de enjuiciamiento criminal. Antes de este año, Chile se regía por un sistema igual al de México, un sistema jurídico rudimentario que ha permanecido en México desde el siglo XVI. Lo que se busca con el sistema adoptado por Chile es cambiar el modo en que los jueces conocen el caso para su resolución: se pasa de un sistema de lectura de expedientes a un debate directo de los intervinientes en un juicio
y normal
3.	El inculpado tiene el derecho de exigir al Estado un juicio o renunciar a él, cada vez que se le quiera aplicar una sanción. En caso de que éste no se realice, el Estado no podrá aplicar la pena.
El sistema oral es un método directo de comunicación, porque asegura que los actos que constituyen el juicio sean realizados de manera pública en presencia de las personas que intervienen, sin admitir mediaciones.
Los tribunales de Juicio Oral están formados por un número variable de jueces, que va de entre 3 a 27 jueces por tribunal; un administrador de tribunal y una planta de empleados. 
Hoy todos los sistemas legales con nivel de desarrollo, reconocen al juicio oral como el método de juzgamiento de los conflictos penales.

## Delitos menores y detenciones injustificadas
El uso de la prisión preventiva en México ha sido excesivo y en muchos casos se considera injusto, ya que en el 2007 había 92,000 personas dentro, lo que equivale a un 40% que se encuentra en la cárcel sin haber tenido aún una sentencia. Además de este 40%, el 14% fue declarado inocente y el 85% tiene sentencias menores a 5 años, que la mayoría de las veces son injustificadas. Lo más lamentable, es que dentro de las instalaciones del reclusorio se vive un ambiente insalubre que expone a los reos a contagiarse de enfermedades graves.
Dentro del mismo año, se calculó que el gasto por el mantenimiento de las prisiones fue de 58 millones de pesos aproximadamente, esto sin contar diversos costos como la comida para los reclusos, sobornos, investigación, centros internos de salud, etc.
En general, el sistema de justicia en México tiene muchas irregularidades y se cometen injusticias que violan los derechos humanos.

## Prisión y su efecto
La prisión es la pena de privación de libertad inferior a la reclusión y superior a la de arresto. Lo que pretende, es hacer al delincuente más apto para vivir en sociedad. Sin embargo, es un hecho de que ningún sistema carcelario, ya sea flagelación, pena de muerte, Etc.,  mejora al preso, y en el caso del encarcelamiento, no se asegura que deje de cometer otros delitos dentro o fuera de ésta. Muestra de ello, es que el número de delitos ni aumenta ni disminuye sea cual sea el sistema. Privando a un hombre de su libertad, no se conseguirá que mejore.

“Si se impone la prisión como medio de apremio, cuanto más severa es, tanto mejor conduce para el fin suyo. Si la pena es prolongada, pero leve, es de temer que el que la sufre se acomode gradualmente a ella, hasta el grado de mirarla en algún modo con indiferencia. Esto se experimenta con frecuencia entre los presos deudores”
Jeremy Bentham, Teoría de las penas legales

De acuerdo con Bentham, una solución sería reducir el período del encierro y aplicar penas más severas, ya que durante la detención, la persona pierde su capacidad laboral, sus negocios pasan a manos de otros o se pierden, y pierde las oportunidades que habría tenido en libertad.
A continuación se mencionarán algunos de los males que produce la prisión.
- Priva de la participación en espectáculos urbanos y rurales.
- Imposibilidad de diversión en lugares públicos.
- Existe un alejamiento de la familia y amistades.
- Se pierden todos los medios de ganarse la vida (trabajo, desarrollo de la profesión, Etc.).
- Priva de todo tipo de cargo público o político.

Aparte, dentro de la prisión se tiene que lidiar con ciertos aspectos, como:
- La alimentación, el reposo (cama de madera o piedra), no son para nada agradables y pueden causar dolores, enfermedades y en caso extremo, la muerte.
- La falta de luz durante el día y/o la noche.
- El aislamiento de presos. A veces se les prohíbe las visitas de parientes o amigos, la falta de medio de comunicación (aproximadamente el 72% de los detenidos en el ministerio público están incomunicados, según la CIDE) y correspondencia.
- La ociosidad que priva a los reos de ocupación, trabajo, Etc.[11]

## Corrupción
La corrupción existe desde los inicios de la humanidad hasta la actualidad, pero esta ha evolucionado con los años. Por ejemplo, a la llegada de los españoles (época de la Conquista) las personas les ofrecían objetos valiosos para que los cuidaran, pero ellos se aprovechaban de su confianza y los utilizaban para su beneficio. 
Soborno, colusión, fraude, extorsión, tráfico de influencias, son algunos tipos de corrupción que se dan en nuestros días. 
Actualmente, en México el nivel de corrupción es muy alto y lo más alarmante es que el término corrupción es relacionado con la autoridad en nuestro país. Sin embargo, altos funcionarios y otros sectores de la población con poder sobre otros, también han cometido este acto no ético alguna vez. Todos ellos se benefician de las facultades que tienen para sacar algún tipo de provecho de otras personas.
En el documental se muestra la corrupción en el Ministerio Público y el retroceso del sistema de justicia de México, el cual no imparte justicia, sino al contrario, se encarga de culpar a las personas inocentes y honradas, y dejar libres a los culpables que dan mordida a cambio de cualquier cosa.
| No | Entidad             | Índice de Corrupción |
| -- | ------------------- | -------------------- |
| 1  | Colima              | 3.0                  |
| 2  | Baja California Sur | 3.9                  |
| 3  | Aguascalientes      | 4.5                  |
| 4  | Coahuila            | 5.0                  |
| 5  | Chihuahua           | 5.5                  |

| No | Entidad          | Índice de Corrupción |
| -- | ---------------- | -------------------- |
| 28 | Jalisco          | 11.6                 |
| 29 | Puebla           | 12.1                 |
| 30 | Guerrero         | 13.4                 |
| 31 | Estado de México | 17.0                 |
| 32 | Distrito Federal | 22.6                 |